# Betriebsplan
Ein Betriebsplan ist  eine Vorschrift, die beschreibt, wie ein Betrieb zu führen, zu überwachen und zu steuern ist, und die als Dokument in einem Betriebshandbuch festgehalten werden kann.  Betriebe, für die ein Betriebsplan erforderlich ist, sind zum Beispiel Kraftwerke, Verkehrsbetriebe (z. B. Eisenbahn), Stadtwerke, Stauanlagen, landwirtschaftliche Betriebe, Bergbaubetriebe usw., das heißt alle Anlagen und Einrichtungen, bei denen etwas betrieben wird.
Der Betriebsplan definiert die Handlungsmöglichkeiten und den Handlungsspielraum des Betriebspersonals. Er enthält Anweisungen für den normalen Betrieb und auch für Störungen, unvorhergesehene Fälle oder gar Katastrophen. Das Dokument sagt dem Betriebspersonal, welche Handlungen bei den jeweils herrschenden Betriebsbedingungen auszuführen sind.
Daneben gibt es weniger umfassende Betriebsanweisungen und Dienstanweisungen, die eher begrenzte Fälle regeln.
Die Betriebsvorschrift setzt sich aus dem Betriebsplan und anderen Dokumenten, Plänen und Betriebsregeln zusammen. - 
Unter „Betriebsvorschrift“ wird andernorts auch das Gleiche wie „Betriebsplan“ verstanden.